# Giorgio Semenza

Giorgio Semeza (ca. 1980)

Giorgio Semenza (* 23. Juni 1928 in Mailand; † 8. Januar 2016 in Zollikerberg) war ein italienisch-schweizerischer Biochemiker.

## Leben
Giorgio Semenza studierte an der Universität Mailand Medizin und promovierte dort 1956. Von 1956 bis 1967 war er an der Universität Zürich tätig, wo er schließlich Assistenzprofessor wurde. Zwischenzeitlich war er auch am Institut für Biochemie der Universität Uppsala tätig. 1967 wurde Semenza Professor für allgemeine Physiologie an der Universität Mailand, 1969 ging er als Professor für Biochemie an die ETH Zürich. Dort war er am Aufbau des Biochemielabors und dessen Leitung beteiligt. Von 1980 bis 1982 leitete er die Abteilung für Naturwissenschaften der ETH.
Sein Forschungsschwerpunkt lag im Bereich des Membrantransportes. Außerdem erforschte er die Laktoseintoleranz bei Erwachsenen. Für seine Forschungen wurde Semenza 1975 mit dem Internationalen Preis für moderne Ernährung geehrt. 1985 erhielt Semenza einen Ehrendoktortitel der Universität Complutense Madrid, 1999 folgten Ehrendoktortitel der Universität Nizza Sophia-Antipolis und der Universität Kopenhagen. Semenza war 14 Jahre lang Chefredakteur der FEBS Letters.
1989 wurde er ordentliches Mitglied in der Academia Europaea.

## Werke
- Giorgio Semenza: Selected Topics in the History of Biochemistry: Personal Recollections, Part I. Elsevier, 1984, ISBN 978-0-444-80507-2.
- Giorgio Semenza: Selected Topics in the History of Biochemistry: Personal Recollections, Part II. Elsevier, 1986, ISBN 978-0-444-80702-1.